# 夫諸
夫諸為古代神獸之一。
夫諸状若白鹿，有四角。兆水之神兽，可招大水。最早在先秦时有记载。
- 《山海經·中次三經》有載。傳說中異獸名。狀如白鹿而有四角。其現為大水之兆。其說始見於先秦。
- 《山海經·中山經》：“中次三经萯山之首，曰敖岸之山，其阳多王雩琈之玉，其阴多赭、黄金。神熏池居之。是常出美玉。北望河林，其状如蒨如举。有兽焉，其状如白鹿而四角，名曰夫诸，见则其邑大水。”